# الاعتراف القانوني بالعلاقات المثلية في إسرائيل
زواج المثليين غير قانوني في إسرائيل. ولكن منذ عام 2006، بدأت الحكومة الإسرائيلية بتسجيل حالات زواج المثليين التي يتم عقدها في الخارج لبعض الغايات. لم يتم بعد تقنين الزواج المدني في إسرائيل؛ حيث يتوجب على كل زوجين جديدين اختيار محكمة واحدة من 15 محكمة «زواج ديني» معترف بها من قبل الدولة، ولا أحد من هذه المحاكم الخمسة عشر تقوم بعقد زواج المثليين. ولهذا، فإنه يجب على الإسرائيليين الراغبين في أن يحصل زواجهم المثلي على الاعتراف رسميا من قبل الحكومة الإسرائيلية أن يتزوجوا في دولة أو ولاية قضائية أجنبية في الخارج، ثم العودة لإسرائيل.

## التاريخ

القوانين المتعلقة بالمثلية الجنسية في آسيا
المثلية الجنسية قانونية
زواج المثليين
توفر شكل آخر من أشكال الاعتراف القانوني
مساكنة غير مسجلة
الاعتراف بزواج المثليين المنعقد في الخارج فقط، دون الاعتراف بعقده في الداخل
لا اعتراف
قيود على حرية التعبير
المثلية الجنسية غير قانونية
قانون لايتم تطبيقه، أو قانون غير واضح
عقوبة سجنية
السجن المؤبد
عقوبة الإعدام

السلطة الدينية اليهودية التي تُقر وترفض عقود الزواج في إسرائيل هي الحاخامية الكبرى، وهناك سلطات موازية على المسيحيين، المسلمين والدروز. مجموع المحاكم الدينية التي توثق الزواج يبلغ 15 وتُنظم جميع حالات الزواج والطلاق في تجمعاتهم الخاصة بهم.
حاليا؛ كل المحاكم الدينية تُعارض زواج المثليين؛ وفي حالة ما وافق مجلس محكمة دينية محلية على زواج المثليين فهذا يعني أنه سيُسمح لأعضاء تلك الطائفة الدينية بعقد زواج مثلي في إسرائيل.
يمكن إقامة مراسم حفل زفاف مثلي رمزية دون اعتراف قانوني في إسرائيل، ويمكن للأزواج المثلية العيش على أراضيها والحصول على اعتراف بحفل زفافهم المثلي هناك، والحصول على اعتراف قانوني بعقد زواجهم المثلي، بشرط التوفر على شهادة زواج مثلي صادرة من بلد آخر.
عُقدت أول حفلات زفاف غير رسمية في بلدية في آب/أغسطس 2009 عقب فخر تل أبيب؛ تزوج خمسة شركاء من قبل رئيس البلدية رون هولداي. استُخدمت الآية التقليدية لمراسم الزفاف من المزمور 137، «إذا نسيتك، يا أورشليم، فلتدعوا يدي اليمنى تذبل...»، لكن استبدلت القدس مع تل أبيب، أكثر المدن الصديقة للمثليين في إسرائيل.
في 4 يونيو 2019، احتجاجًا على عدم وجود اعتراف قانوني بالاتحادات المثلية، عقد 23 من الأزواج المثليين حفل زفاف جماعي غير رسمي في تل أبيب.

### الزواج في الخارج
يُمكن للأزواج المثلية الذين تزوجوا خارج إسرائيل العيش بحرية داخلها، ففي تشرين الثاني/نوفمبر 2006 أيدت محكمة العدل العليا هذا شريطة أن يُعلن الزوجان المتزوجان في الخارج عن ذلك ويُقدمان كل الوثائق الرسمية وذلك «لأغراض إحصائية»، إذ يمكن تسجيلها في الإدارة الإسرائيلية للمعابر الحدودية والسكان والهجرة، وبالتالي فالدولة تتجنب الاعتراف الرسمي بزواج المثليين في الداخل. رفع الدعوى خمسة من الرجال الإسرائيليين المتزوجين في كندا.
وقد أدان السياسيون المحافظون الحكم، بمن فيهم عضو الكنيست موشيه غافني من حزب يهدوت هتوراة قد اتهم المحاكم في إسرائيل وقال أنها «تُدمر وحدة الأسرة في دولة إسرائيل».
في كانون الأول/ديسمبر 2012 منحت محكمة الأسرة في رمات غان، الطلاق القانوني لزوجين مثليين بعدما كانا قد تزوجا في الخارج. وكان هذا القرار الأول من نوعه، حيث وضع سابقة غير ملزمة.
في كانون الأول/ديسمبر 2016 أصدر النائب العام أفيخاي مانديلبليت تعليمات إلى وزارة الداخلية في إسرائيل للنظر في طلبات الحصول على الجنسية من قبل الأزواج المثلية وذلك لتحقيق المساواة مع الأزواج المغايرة. وبالتالي سيقدر الأزواج المثليون في إسرائيل على المطالبة بالجنسية الإسرائيلية بنفس شروط مطالبة الأزواج المغايرة. سيصبح الزوج المثلي لأحد المواطنين الإسرائيليين قادرًا على المطالبة بالجنسية الإسرائيلية بنفس السرعة مثل الزوج المغاير لأحد المواطنين الإسرائيليين. في السابق، كان يتوجب على الأزواج المثلية الانتظار لفترة قد تصل إلى سبع سنوات كما كانوا لايمنحون الجنسية بل الإقامة الدائمة. كان ذلك أسرع بكثير للأزواج المغايرة  وجاء القرار ردا على دعوى قضائية رُفعت أمام محكمة العدل العليا من قبل رابطة الآباء المثليين.
لا تعترف السلطات الدينية في إسرائيل بحالات زواج المثليين التي يتم عقدها في الخارج.

### المساكنة غير المسجلة
على الرغم من أن زواج المثليين (أو زواج المغايرين المدني) غير قانوني في إسرائيل، فإن الشركاء المثليين والشركاء المغايرين يتمتعون بنفس القدر من المساواة في الحصول على العديد من حقوق الزواج في المساكنة غير المسجلة (بالعبرية: זוגיות לא-רשומה) وهي حالة قانونية تشبه الزواج العرفي.

### التشريعات
كانت هناك 5 محاولات تشريعية فاشلة في الكنيست للاعتراف القانوني بالعلاقات المثلية.
في شباط/فبراير 2009 عرض العضو في الكنيست نيتسان هورويتز عن حزب ميرتس مشروع قانون للسماح بالزواج المدني في إسرائيل وتشمل فصولا قانونية تسمح بزواج المثليين في إسرائيل. تم رفض مشروع القانون في مايو/أيار 2012 حيث صوت 39 بضد وصوت 11 بنعم في حين لم يحضر الجلسة 70 عضوا.
في آذار/مارس 2010 مرر الكنيست قانون الاتحاد المدني للمواطنين عديمي الانتماء الديني، 2010 (بالعبرية: 2010-חוק ברית הזוגיות לחסרי דת, התש"ע) يسمح القانون بالاتحاد المدني للمواطنين من إسرائيل شريطة ألا يكون لهم أي انتماء ديني (ملحدون أو لاأدريون أو لادينيون على سبيل المثال)، ولكن يجب أن يكون الشريكان مغايران (من جنسين مختلفين). في تشرين الأول/أكتوبر عام 2012 أيدت المحكمة العليا صلاحية القانون. بحلول عام 2016، دخل 121 من الشركاء المغايرين فقط في اتحادات مدنية.
في حزيران/يونيو 2013 اقترح نواب الكنيست عن حزب هتنوعا بقيادة وزيرة العدل تسيبي ليفني مشروع قانون ينص على السماح بالاتحادات المدنية في إسرائيل سواء للشركاء المثليين أو الشركاء المغايرين،  وفي تشرين الأول/أكتوبر 2013 قدم نواب الكنيست عن حزب هناك مستقبل بقيادة وزير المالية يائير لبيد مشروع قانون مماثل. تم تقديم مشروع قانون آخر، من قبل زعيمة ميرتس زهافا غال-أون ركز على مفهوم الزواج والطلاق المدني.
في 8 تموز/يوليو 2015 رفض الكنيست مشروع قانون الاتحاد المدني المقترح من قبل حزب هناك مستقبل، ومشروع قانون الزواج والطلاق المدني الذي اقترحته ميرتس. حيث صوت 39 نائبا لصالحهما بينما صوت 50 ضدهما (39-50). كما تم رفض مشروع قانون حزب هتنوعا من قبل الكنيست في 22 شباط/فبراير 2016؛ حيث صوَّت 40 لصالحه بينما صوت 47 ضده (40-47).
فشل مشروع قانون لتشريع زواج المثليين في الكنيست في يونيو 2018 بثلاثة أصوات، 42 صوتا ضد و39 صوتًا مع (42-39). وقد حملت المبادرة بالمشروع وهي النائبة في الكنيست ستاف شافير عن حزب الاتحاد الصهيوني مسؤولية فشل مشروع القانون على نواب من الائتلاف الحاكم كانوا قد امتنعوا عن التصويت بعد أن صرحوا أنهم سيصوتون بنعم من قبل. وقد تم التصويت بعد وقت قصير من مشاركة ما يقدر بنحو 250.000 شخص بمسيرة فخر تل أبيب للمثليين، وبعد أن وجد استطلاع للرأي أقيم حينها أن أغلبية كبيرة من الإسرائيليين يدعمون المثليين.

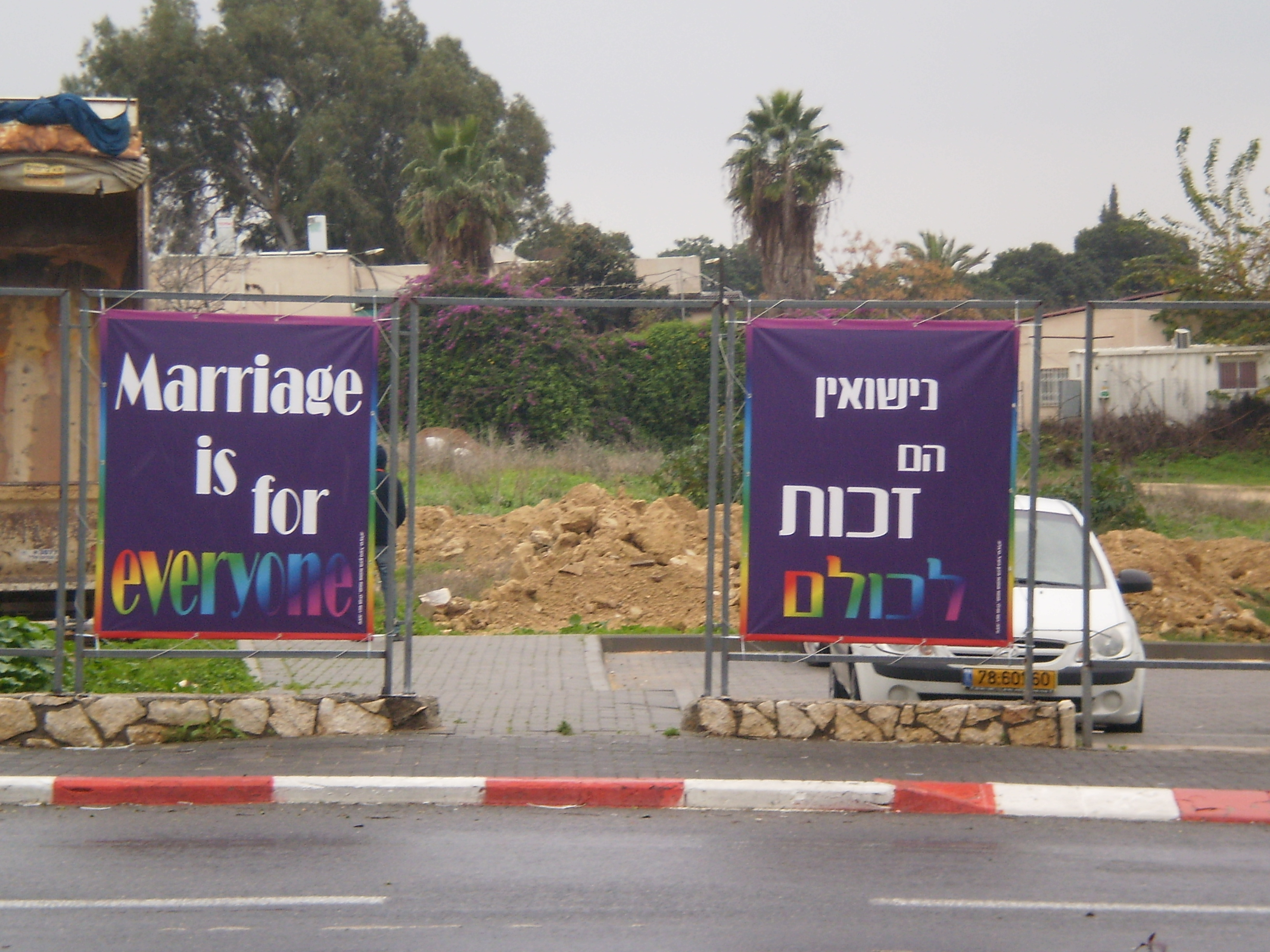
لافتات تدعم زواج المثليين في إسرائيل

### التحديات القانونية
في تشرين الثاني/نوفمبر 2015، قدَّمت جمعية أغودا — ناشيونال إل جي بي تي تاسكفورس المؤيدة لحقوق المثليين في إسرائيل التماسا إلى المحكمة العليا للسماح بزواج المثليين في البلاد بحجة أن رفض المحكمة الحاخامية الاعتراف بزواج المثليين لا يمنع المحاكم المدنية من قبوله، لم تحكم المحكمة العليا مباشرة ضد صحة العريضة. في كانون الثاني/يناير 2017 وخلال جلسة علنية لمحكمة العدل العليا صرح اثنان من قضاة المحكمة أن قضيتي الزواج المدني وزواج المثليين هي مسؤولية الكنيست وليست مسؤولية المحاكم. أصدرت المحكمة حكمها في 31 آب/أغسطس 2017؛ وحددت مسؤولية الكنيست في هذا الموضوع وليس القضاء.

### اعتراف الكنيست بالشركاء المثليين
في عام 2019، بعد الانتخابات التشريعية الإسرائيلية 2019 وانتخاب 5 أعضاء برلمانيين مثليي الجنس علنا، تم إعلان أن الكنيست ستعوض كلمة «الزوج والزوجة» إلى «الزوجين» في جميع وثائقها الرسمية، وستمنح المزيد من الحقوق لشركاء المشرعين من مجتمع المثليين، مثل الدخول الدائم إلى الكنيست، تفويض قيادة السيارات الصادرة من الكنيست المخصصة لشركائهم، والدعوات لجميع الاحتفالات والمناسبات الرسمية.

## الدعم السياسي
في عام 2018، أعربت الأحزاب السياسية الممثلة في الكنيست: حزب العمل الإسرائيلي، هناك مستقبل، هتنوعا، حزب ميرتس، الجبهة الديمقراطية للسلام والمساواة، وحزب كولانو. عن دعم زواج المثليين:
- الليكود: الموقف الرسمي غير واضح. وكان مجموعة من أعضاء الحزب قد أعربوا عن دعمهم لحقوق المثليين مثل موشيه يعلون، ليمور ليفنات، تساحي هنغبي، جيلا جمليئيل وميري ريغيف،[32][33][34] كما أن أمير أوحانا وهو عضو في الحزب مثلي الجنس علنا.[35] أما رئيس الوزراء بنيامين نتنياهو فلم يُحدد بعد موقفه من زواج المثليين على الرغم من أنه أعرب عن دعمه لحقوق المثليين.[36][37] وكان موقع بوصلة الناخب قد صنف حزب الليكود خلال انتخابات عام 2015 بأنه «يميل إلى الموافقة على تشريع زواج المثليين».[38]

- حزب إسرائيل بيتنا: على الرغم من أن الحزب يُعد أحد المؤيدين للزواج المدني بشكل عام، فإن الموقف الرسمي بشأن موضوع حقوق المثليين غير واضح. وكان موقع بوصلة الناخب قد صنف حزب إسرائيل بيتنا خلال انتخابات عام 2015 بأنه «يميل إلى عدم الموافقة على تشريع زواج المثليين».
- حزب البيت اليهودي: يُعارض هذا الحزب زواج المثليين على أسس دينية،[39] وبالرغم من ذلك فهو يؤيد توسيع بعض الحقوق المدنية كالإعفاءات الضريبية وغيرها من التسهيلات الاجتماعية والمادية للشركاء المثليين.
- شاس: على الرغم من أن الحزب محافظ ويعتمد في حملاته الانتخابية على أمور الدين والدولة إلا أن عضو الكنيست اليهودي يعقوب مرغي كان قد قال ردا على سؤال حول حقوق المثليين: «حقوق المواطنين في إسرائيل لا يُمكن تجاهلها بغض النظر عن كيف يفكرون وكيف يتصرفون في حياتهم الشخصية.» في أيلول/سبتمبر 2017 استقال إيغال جوتا من الكنيست تحت ضغط من الحاخامات بعد حضوره لزواج مثلي عقده ابن أخيه.[40]
- يهدوت هتوراة: يُعارض الحزب زواج المثليين وحقوق المثليين على نطاق أوسع.[41]

بعد تأييد الرئيس الأمريكي أوباما لزواج المثليين في مايو 2012، أعرب كل من زعيمة المعارضة ورئيسة حزب العمل شيلي يحيموفيتش، ونائب رئيس الوزراء موشيه يعالون من حزب الليكود الحاكم، والعديد من الوزراء الآخرين وأعضاء البرلمان من التحالف الحاكم والمعارضة أنهم يدعمون زواج المثليين. كما أعرب الرئيس السابق شمعون بيريز عن دعمه لزواج المثليين في عام 2013.
في أعقاب الانتخابات التشريعية الإسرائيلية 2013، دخل اثنان من الأحزاب المؤيدة لزواج المثليين الائتلاف الحاكم: هناك مستقبل وهتنوعا.
لدى حزب ميرتس، وحزب الجبهة الديمقراطية للسلام والمساواة منذ فترة طويلة جناح حزبي خاص بالمثليين. في عام 2009، أصبح حزب كاديما، بقيادة تسيبي ليفني، أول حزب رئيسي وسط ينشئ جناحا حزبيا خاصا بالمثليين. وسرعان ما تبعهما حزب العمل والليكود في ذلك. كما يمتلك حزب هناك مستقبل جناحا خاصا بالمثليين أيضا.
في فبراير 2013، أعرب عمدة تل أبيب رون هولادي عن دعمه لزواج المثليين. في أيار/ مايو 2015، بعد تشريع زواج المثليين في جمهورية أيرلندا من خلال التصويت الشعبي، أعاد هولداي دعمه لذلك، داعياً الحكومة إلى اتخاذ إجراء بشأن هذه المسألة.

## الرأي العام
وفقا لاستطلاع رأي أُجري في آب/أغسطس 2009 فإن 61% من الإسرائيليين يُؤيدون تمتيع الشركاء المثليين بالمساواة في حقوق الزواج بينما عارض 31% ذلك. وعلاوة على ذلك فإن 60% يدعمون التبني المشترك للأطفال من قبل المثليين بشكل كامل مقابل بينما عارض 34% ذلك.
في حزيران/يونيو 2016 أظهر استطلاع رأي أن 76% من الإسرائيليين يدعمون زواج المثليين أو الإتحادات المدنية للشركاء المثليين بما في ذلك 46% من الصهاينة المتدينين و16% من اليهودية الحريدية.
أجرى معهد رافي سميث لاستطلاعات للرأي في حزيران/يونيو 2017 استطلاع رأي حيث طُلب من الإسرائيليين الجواب على السؤال التالي: «هل تعتقد أنه يجب السماح للمثليين بالزواج أو الدخول في اتحاد مدني في إسرائيل؟» فكانت النتيجة أن 79% من المشاركين في الاستطلاع قد أيدو ذلك وأجابوا بنعم. تمَّ في وقت لاحق تحليل هذا الاستطلاع وذلك حسب الانتماء السياسي فوُجد أن 100% من ناخبي حزب ميرتس والاتحاد الصهيوني (حزب العمل الإسرائيلي وهتنوعا) يؤيدون الاعتراف القانوني بالعلاقات المثلية عبر تشريع زواج المثليين أو الاتحاد المدني، يليهم 94% من حزب هناك مستقبل و90% من حزب كولانو، يليهم 84% من حزب الليكود و83% من حزب إسرائيل بيتنا، يليهم 65% من حزب البيت اليهودي، وأبدى الأغلبية من ناخبي حزبي شاس ويهدوت هتوراة.
وجد استطلاع رأي اجري في يونيو 2018 أن 58٪ من الإسرائيليين يؤيدون زواج المثليين. بالإضافة إلى ذلك، استجاب له 59 من أعضاء الكنيست. من بين هؤلاء، أعرب 47 منهم عن دعمهم لزواج المثليين، بينما أعرب 12 الباقين عن معارضتهم. عند تقسيم هذا الاستطلاع حسب الأحزاب السياسية، اجاب كل أعضاء الكنيست عن حزب ميرتس وحزب العمل الإسرائيلي ب «نعم» عندما سئلوا إذا كانوا يدعمون زواج المثليين. 4 أعضاء الكنيست عن حزب الليكود اعربوا عن دعمهم لذلك، بينما أبدى عضوان معارضتهما لذلك. ولم يجب بقية أعضاء الكنيست عن حزب الليكود. أعرب عضوان عن حزب كولانو عن دعمهم لذلك، بينما لم يستجب الباقون. وأبدى 5 من أعضاء الكنيست عن حزب البيت اليهودي، وشاس ويهدوت هتوراة عن معارضتهم لذلك ولم يجب أي من بقية أعضاء الكنيست عن هذه الأحزاب. أعرب عضوان عن القائمة المشتركة عن دعمهما لزواج المثليين، بينما أبدى 5 عن معارضتهم لذلك، ولم يجب 6 أعضاء عن السؤال. لم يرد أي عضو الكنيست عن حزب إسرائيل بيتنا على الاستطلاع. حث النشطاء المثليون في وقت لاحق الكنيست على التصويت على الأمر وتقنين زواج المثليين، وذلك ل«وجود دعم شعبي عام واسع النطاق».